# 酸化クロム(III)
酸化クロム(III)（さんかクロム さん、英: chromium(III) oxide）は、化学式が Cr2O3 と表される暗緑色の無機化合物である。クロムの主要な酸化物の1つであり、オキサイド・オブ・クロミウムという顔料としても用いられる。天然には、まれな鉱物エスコライトとして産出する。

## 構造と性質
Cr2O3 は、六方最密充填構造をとった酸化物イオンがつくる八面体形の間隙のうちの2/3をクロムイオンが占めるコランダム構造をとる。性質もコランダムに類似し、硬く脆い（モース硬度 8-8.5）。ネール温度が307Kの反強磁性である。酸や塩基によって容易には侵されないが、溶融アルカリには溶けて亜クロム酸塩を与える。加熱すると茶色に変化するが、冷却すると暗緑色に戻る。吸湿性がある。

## 産出

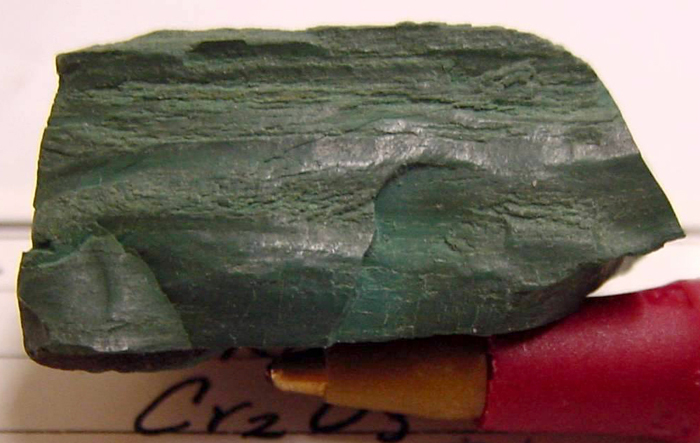
エスコライト

天然に産出するCr2O3はエスコライトと呼ばれ、クロムに富んだ透閃石スカルン中、変成された珪石、緑泥石の脈中に見出される。また、コンドライト隕石のまれな成分としても存在する。この鉱物はフィンランドの地質学者ペンティ・エーリス・エスコラにちなんで名付けられた。

## 製造
1838年、パリのパネティエとビネットは透明な水和酸化クロム顔料を開発し、製法を秘密として生産および販売をはじめた。これはクロム鉄鉱 (Fe,Mg)Cr2O4 から得られる。クロム鉄鉱から酸化クロム(III)を製造するには、Na2Cr2O7を経由し、これを高温で硫黄によって還元する。
{\displaystyle {\ce {Na2Cr2O7\ + S -> Na2SO4\ + Cr2O3}}}
また、硝酸クロムのようなクロム塩の分解、あるいは二クロム酸アンモニウムの加熱分解によっても得られる。
{\displaystyle {\ce {(NH4)2Cr2O7 -> Cr2O3\ + N2\ + 4H2O}}}
この反応は200 °C以下の低い発火温度をもち、火山噴火と題した実演によく用いられる。
酸化クロム(III)は、テルミット反応に似た反応で金属クロムに還元することができる。酸化鉄テルミットと異なり、酸化クロムテルミットは火花、煙、音をほとんど出さず、非常に明るく発光する。しかし、クロムの非常に高い融点のため実用的ではない。

## 利用
その高い安定性のため、酸化クロム(III)は一般的に顔料に用いられる。水和酸化クロムはビリジアンと呼ばれる澄んだ青緑色の顔料である。また、「クロムグリーン」、”institutional green”という着色料としてペンキ、インク、ガラスにも用いられる。次の反応のように、酸化クロム(III)は磁性顔料である酸化クロム(IV)の前駆体である。
{\displaystyle {\ce {Cr2O3\ + 3CrO3 -> 5CrO2\ + O2}}}
また、硬いためバフ研磨機や革砥の研磨剤としても利用される。この目的のためにワックスで固めたものは、しばしば青棒と呼ばれて市販されている。

## 反応
酸化クロム(III)は両性酸化物である。水には不溶だが、酸に溶けて水和クロムイオン [Cr(H2O)6]3+ となる。濃アルカリに溶けて亜クロム酸イオン（CrO2-または[Cr(OH)6]3-）となる。炭素またはアルミニウムの微粉末と加熱すると金属クロムに還元され、二酸化炭素または酸化アルミニウムが生じる。
{\displaystyle {\ce {Cr2O3\ + 2Al -> 2Cr\ + Al2O3}}}
塩素および炭素と共に加熱すると塩化クロム(III)を与える。
{\displaystyle {\ce {Cr2O3\ + 3Cl2\ + 3C -> 2CrCl3\ + 3CO}}}
空気中で酸化クロム(III)と他の金属酸化物を酸化するとクロム酸塩が得られる。
{\displaystyle {\ce {2 Cr2O3\ + 4MO\ + 3O2 -> 4MCrO4}}}